# ヘント

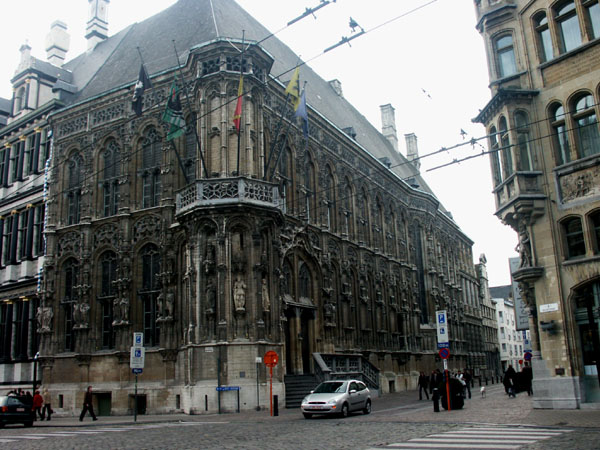
市庁舎

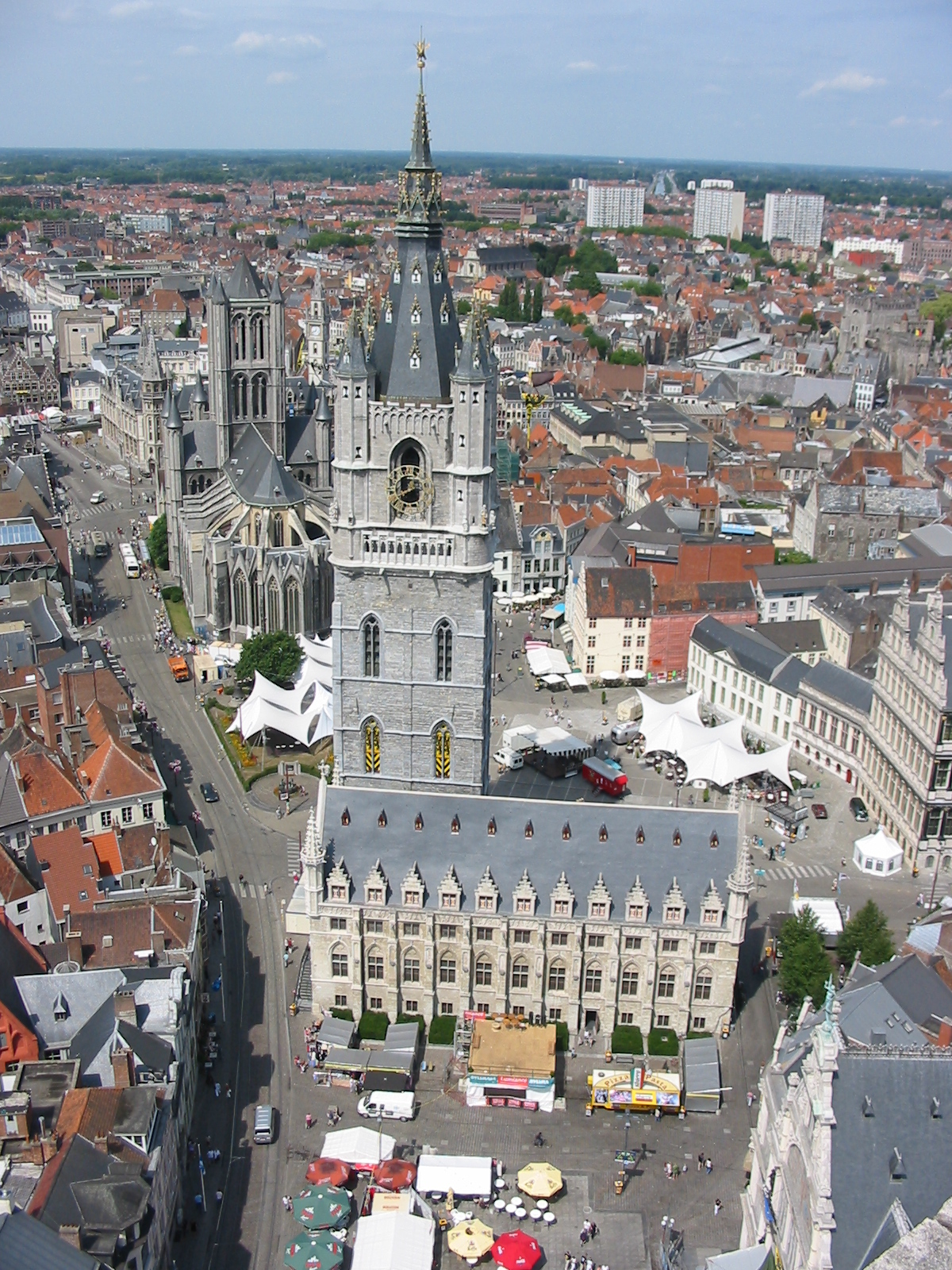
鐘楼

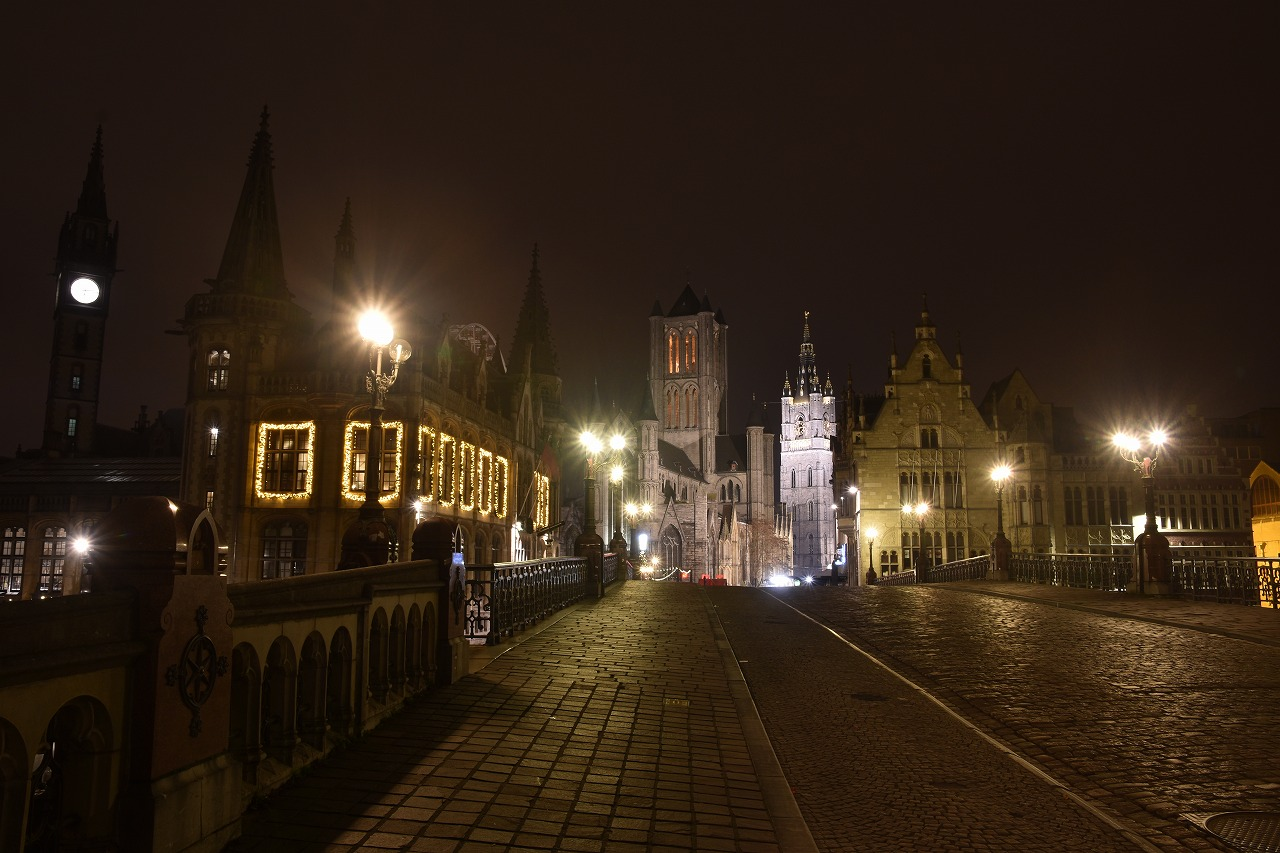
聖ミカエル橋からの夜景

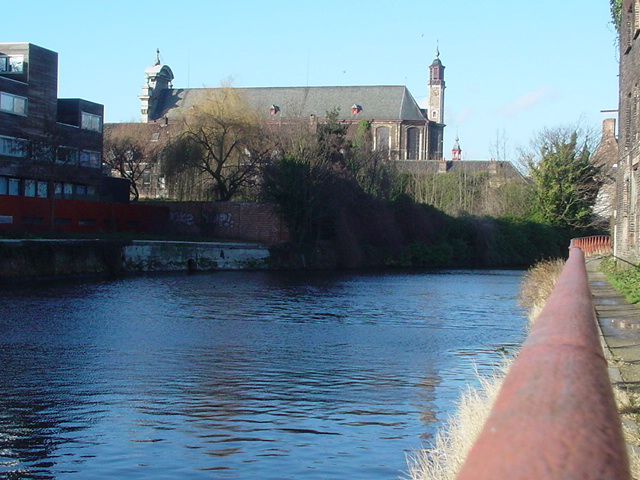
ベギン会小修道院

ヘント（蘭: Gent [ɣɛnt] ( 音声ファイル)、仏: Gand [ɡɑ̃]、英: Ghent [ɡɛnt] 古くはGaunt [ɡɔːnt]） は、ベルギー・フランデレン地域のオースト＝フランデレン州にある都市で、同州の州都（ベルギーの言語事情についてはベルギー#言語を参照）。
南東に位置するブリュッセル、北東に位置するアントウェルペンに次ぐベルギー第3の都市。南西に位置するフランスのリールにも近い。花の都市という異名を持つ。日本では、英語（Ghent）あるいはドイツ語（Gent）由来のゲント、フランス語（Gand）由来のガンの名で呼ばれることも多い。

## 歴史
市名は「（川などが）一つに集まる、合流する」というケルト語に由来する。ゲルマン民族の大移動後の7世紀には、2つの修道院があったことが知られる。9世紀には、『カール大帝伝』の著者として知られるアインハルトが、この街の修道院長に任命されている。
9世紀から18世紀にかけてフランドル伯が支配し、その居城が現存する。
中世後期において織布業の中心として繁栄。ドイツ中世を代表する叙事詩人ヴォルフラム・フォン・エッシェンバッハ の『パルチヴァール』と『ヴィレハルム』の両作品に、ヘントの豪華な花嫁用の織物（brûtlachen；Heinzle訳でBrauttuch）のことが言及されている。
14世紀に人口は6万人に達し、アルプス以北の西ヨーロッパではパリ（20万人）に次ぐ大都市であった。1302年の金拍車の戦いでは、ブルッヘとともに市民軍を構成してフランス王国軍を撃破した。
15世紀にはブルゴーニュ公国の主要都市として、ブルゴーニュ公フィリップ3世（善良公、ル・ボン）の統治下、経済的、文化的にも発展。裕福な市民の寄進により、フーベルト・ファン・エイクとヤン・ファン・エイクの代表作である「神秘の子羊」が作成されたのもこの時代である。
神聖ローマ皇帝兼スペイン王カール5世（フランドル伯でもあった）生誕の地でもあるが、1539年に起こした反乱によってカールにそれまでの自治・特権を剥奪され、以後は皇帝・スペイン王の代官による統治を受けた。
16世紀後半の八十年戦争（オランダ独立戦争）以降はその繁栄も下り坂となった。1753年にはヘントと北海沿岸の港湾都市オステンドを結ぶ運河が開通した。
1814年、この地で米英戦争の停戦講和条約が結ばれ、ガン条約（Treaty of Ghent）と呼ばれた。1873年には万国国際法学会が結成された。1913年にはヘント万国博覧会が行われた。現在は、花卉栽培や園芸農業が盛んである。

## 交通
- ヘント市電

## 文化
5年に1度、「ヘント・フロラリア」という花の祭典が行われる。
市中心部に位置する聖バーフ大聖堂（シント・バーフ大聖堂）には「神秘の子羊」が展示されている。

### 世界遺産
ヘントには世界遺産に登録されている建造物が複数ある。ベルギーとフランスの鐘楼群に含まれるラーケンホール、鐘楼、Mammelokker およびフランドル地方のベギン会修道院群に含まれる小修道院である。

## 宗教施設
- 聖バーフ大聖堂

## 史跡
- フランドル伯城（英語版）

## スポーツ
- KAAヘント……ヘントのスポーツクラブ。特にサッカークラブとして有名。
- ヘント〜ウェヴェルヘム……例年4月上旬に開催される、自転車競技ロードレース。
- ヘント6日間レース……例年11月に開催される、自転車競技トラックレース。

## 教育
- ゲント大学

## 文化施設
- ヘント美術館
- ヘント市立現代美術館（S.M.A.K）
- ヘント市立博物館（STAM）

## ヘント出身の著名人
- 神聖ローマ皇帝カール5世（スペイン王カルロス1世）
- ジョン・オブ・ゴーント:イングランド王族・ランカスター家の祖
- ヤコブ・ヴァン・アルテベルデ：1290‐1345年。ヘントの指導的な毛織物商
- レオ・ベークランド：化学者・発明家
- ヴィクトール・オルタ：アール・ヌーヴォーの建築家（ブリュッセルにオルタ邸＝オルタ美術館）
- モーリス・メーテルリンク：詩人・劇作家。ノーベル文学賞受賞。
- ヤーコプ・オブレヒト：作曲家
- ジョゼフ・プラトー：物理学者
- フーホ・ファン・デル・フース：画家
- テオ・ファン・レイセルベルヘ：画家
- ジャック・ロゲ：国際オリンピック委員会会長
- フィリップ・ヘレヴェッヘ：指揮者
- ケヴィン・デ・ブライネ：サッカー選手
- Àrid : バンド
- en:Charlotte de Witte：DJ

## 姉妹都市
- 金沢市、日本[4]